# مارتا مالیکوفسکا
مارتا مالیکوفسکا (لهستانی: Marta Malikowska؛ زادهٔ ۲۴ اکتبر ۱۹۸۲) بازیگر اهل لهستان است.
از فیلم‌ها یا مجموعه‌های تلویزیونی که وی در آن‌ها نقش داشته‌است، می‌توان به کارگزار من، محکوم، خیوکا، راه‌های آزادی، کورشده از نور، من، اولگا هپناروا و لیور اشاره نمود.